# Maireana
Maireana är ett släkte av amarantväxter. Maireana ingår i familjen amarantväxter.

## Bildgalleri

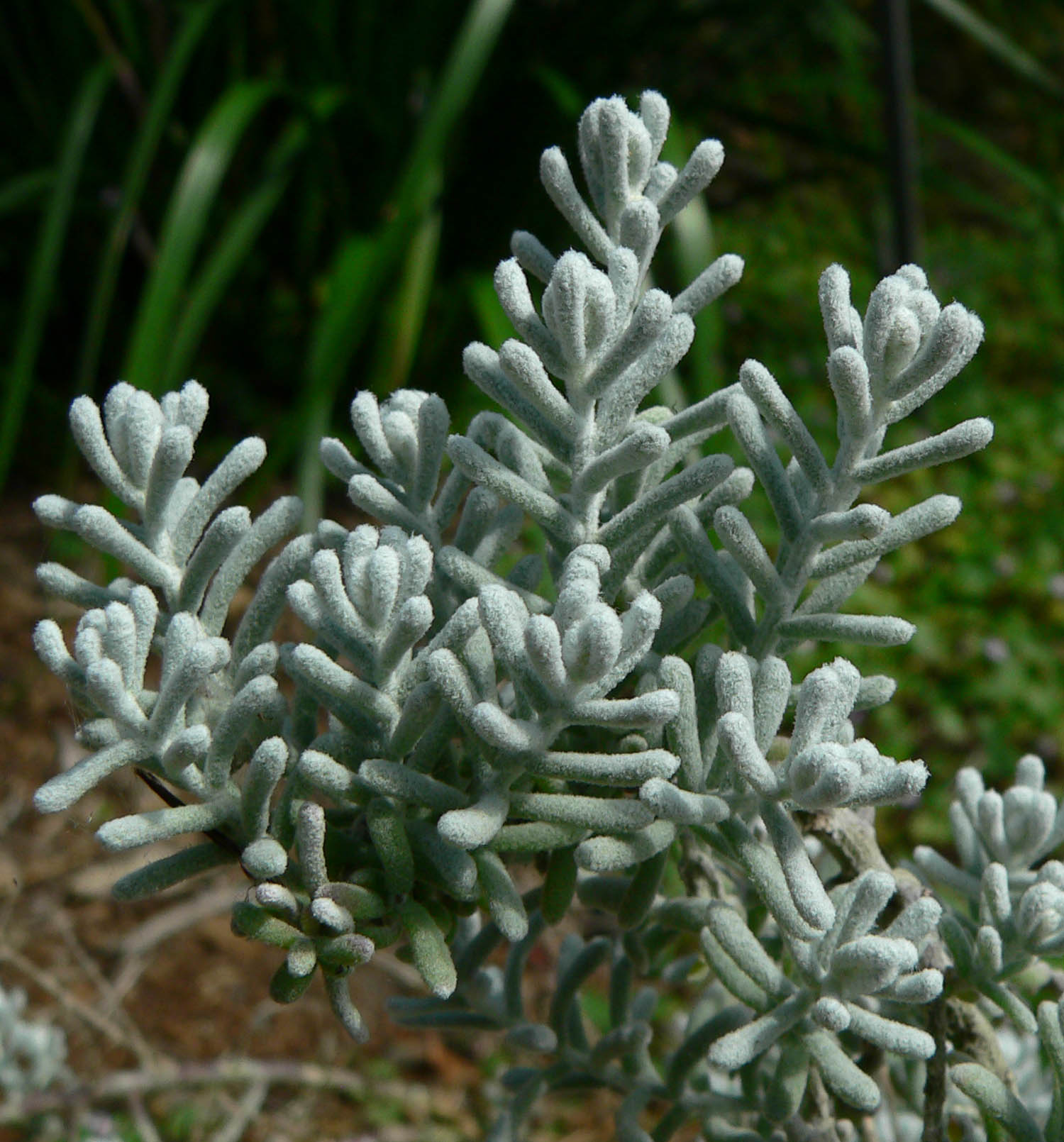

## Dottertaxa tillMaireana, i alfabetisk ordning[1]
- Maireana amoena
- Maireana aphylla
- Maireana appressa
- Maireana astrotricha
- Maireana brevifolia
- Maireana carnosa
- Maireana cheelii
- Maireana ciliata
- Maireana convexa
- Maireana decalvans
- Maireana enchylaenoides
- Maireana erioclada
- Maireana excavata
- Maireana georgei
- Maireana glomerifolia
- Maireana integra
- Maireana marginata
- Maireana microcarpa
- Maireana microphylla
- Maireana oppositifolia
- Maireana pentagona
- Maireana pentatropis
- Maireana planifolia
- Maireana polypterygia
- Maireana pyramidata
- Maireana schistocarpa
- Maireana sclerolaenoides
- Maireana scleroptera
- Maireana sedifolia
- Maireana spongiocarpa
- Maireana tomentosa
- Maireana trichoptera
- Maireana triptera
- Maireana turbinata
- Maireana villosa